# Distretto di Mussahi
Il distretto di Mussahi è un distretto dell'Afghanistan appartenente alla provincia di Kabul. Viene stimata una popolazione di 22.800 abitanti (dato 2012-13).